# Robin Hranáč
Robin Hranáč (ur. 29 stycznia 2000 w Pilznie) – czeski piłkarz grający na pozycji obrońcy w czeskim klubie Viktoria Pilzno oraz reprezentacji Czech. Uczestnik Mistrzostw Europy 2024.